# Kościół św. Marcina z Tours w Starym Gostyniu
Kościół świętego Marcina z Tours – rzymskokatolicki kościół parafialny należący do parafii pod tym samym wezwaniem (dekanat gostyński archidiecezji poznańskiej).

## Architektura
Budowla jest jednonawowa – posiada niższe i węższe, prostokątne prezbiterium. Kościół został wzniesiony około 1300 roku. W latach 1910–12 został rozbudowany według projektu Rogera Sławskiego, wydłużona wtedy została nawa i powiększona zakrystia. Prezbiterium jest nakryte pierwotnym sklepieniem krzyżowo-żebrowym, z żebrami o profilu gruszkowym. Wyposażenie reprezentuje głównie styl barokowy i pochodzi z XVIII wieku. W ołtarzu głównym jest umieszczony obraz Matki Boskiej z Dzieciątkiem namalowany w 1645 roku, w sukience srebrnej z początku XVIII w. Unikatowym elementem wyposażenia wnętrza są drewniane figury 12 apostołów znajdujące się przy balustradzie chóru i 12 polskich świętych umieszczone na stallach, wyrzeźbione w dwudziestoleciu międzywojennym (przed 1935 rokiem) przez ludowego artystę Andrzeja Majchrzaka.

## Tablice pamiątkowe
Na elewacji zewnętrznej wiszą tablice nagrobne i pamiątkowe ku czci m.in.:
- Kazimierza Krotoskiego (1860-1937, nauczyciela i historyka),
- księdza Leonarda Tybiszewskiego (zm. 1942, ofiary KL Dachau),
- księdza dra Ludwika Sobkowskiego (1862-1940, proboszcza starogostyńskiego w latach 1894-1936),
- Mikołaja Łodzi Przedpełkowica (fundatora kościoła)[3].

## Galeria

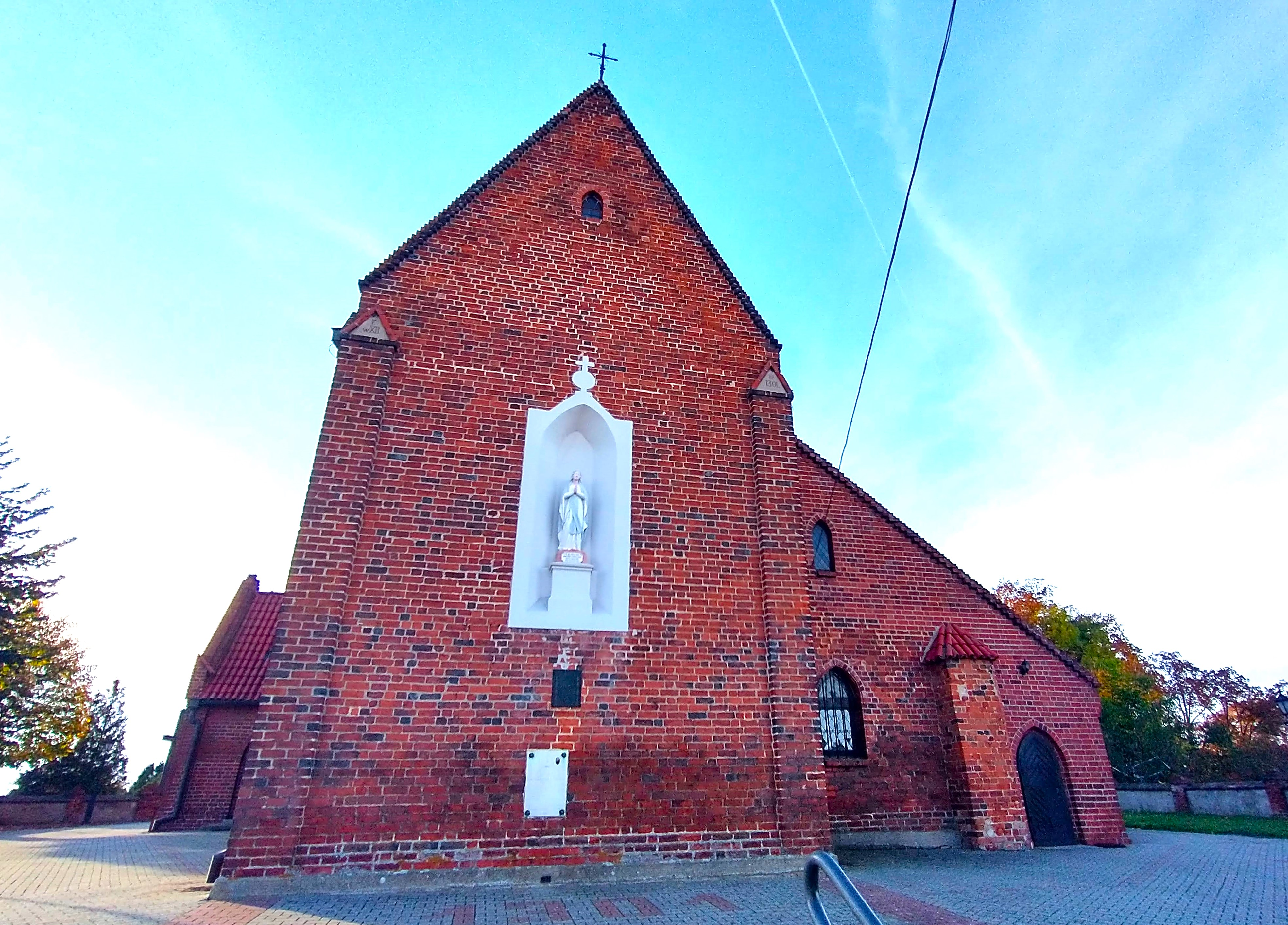
Ściana szczytowa
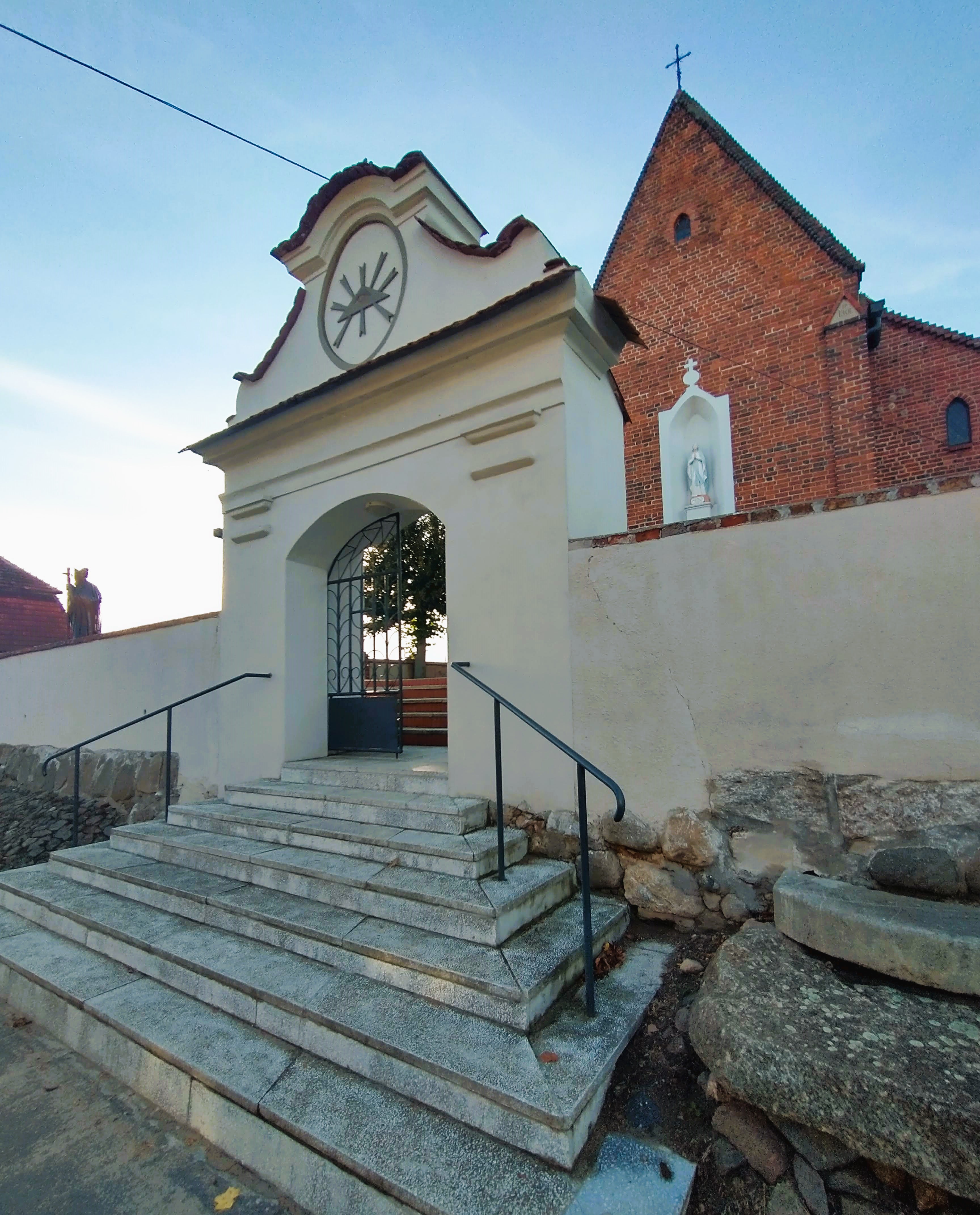
Brama
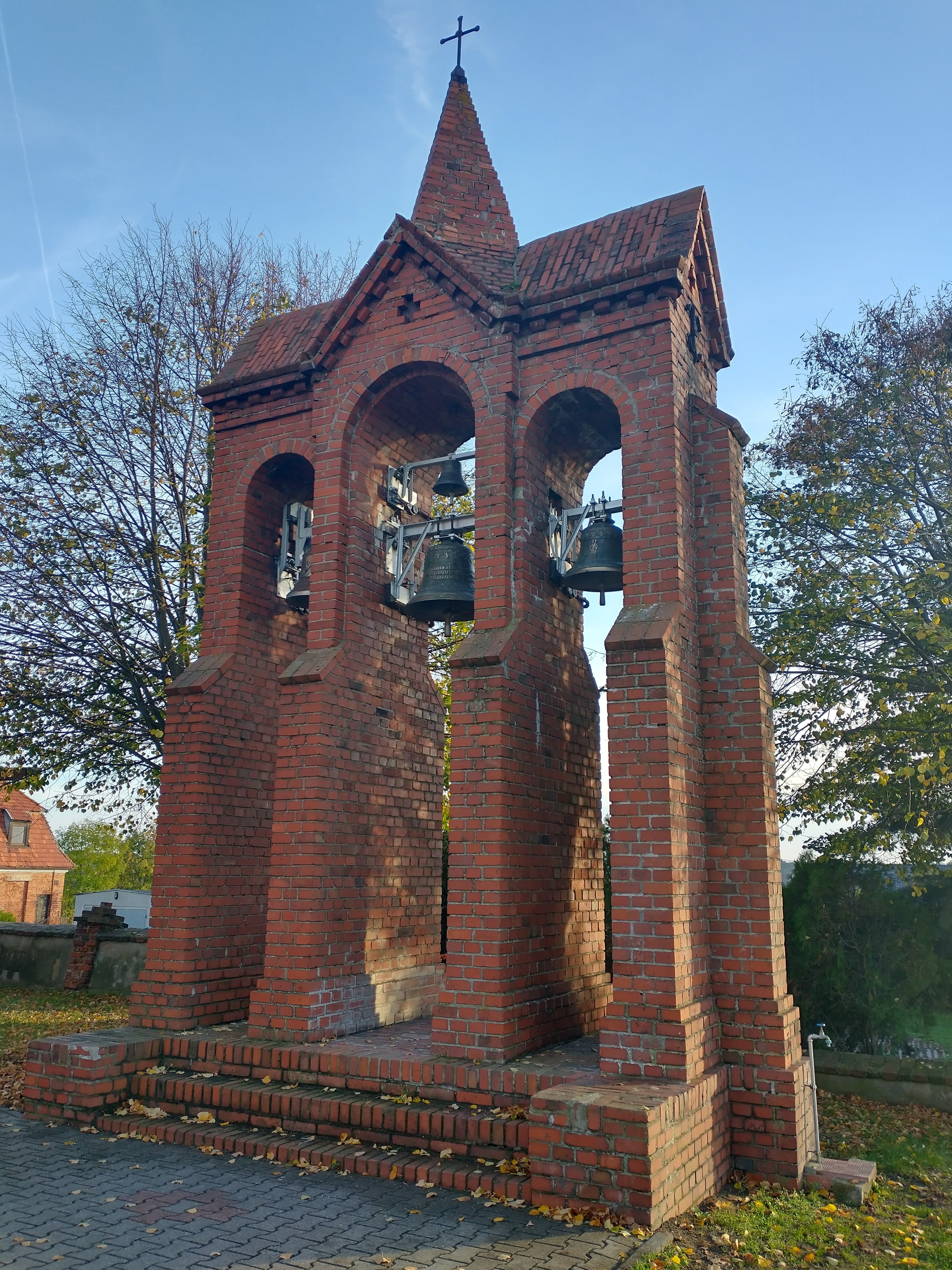
Dzwonnica
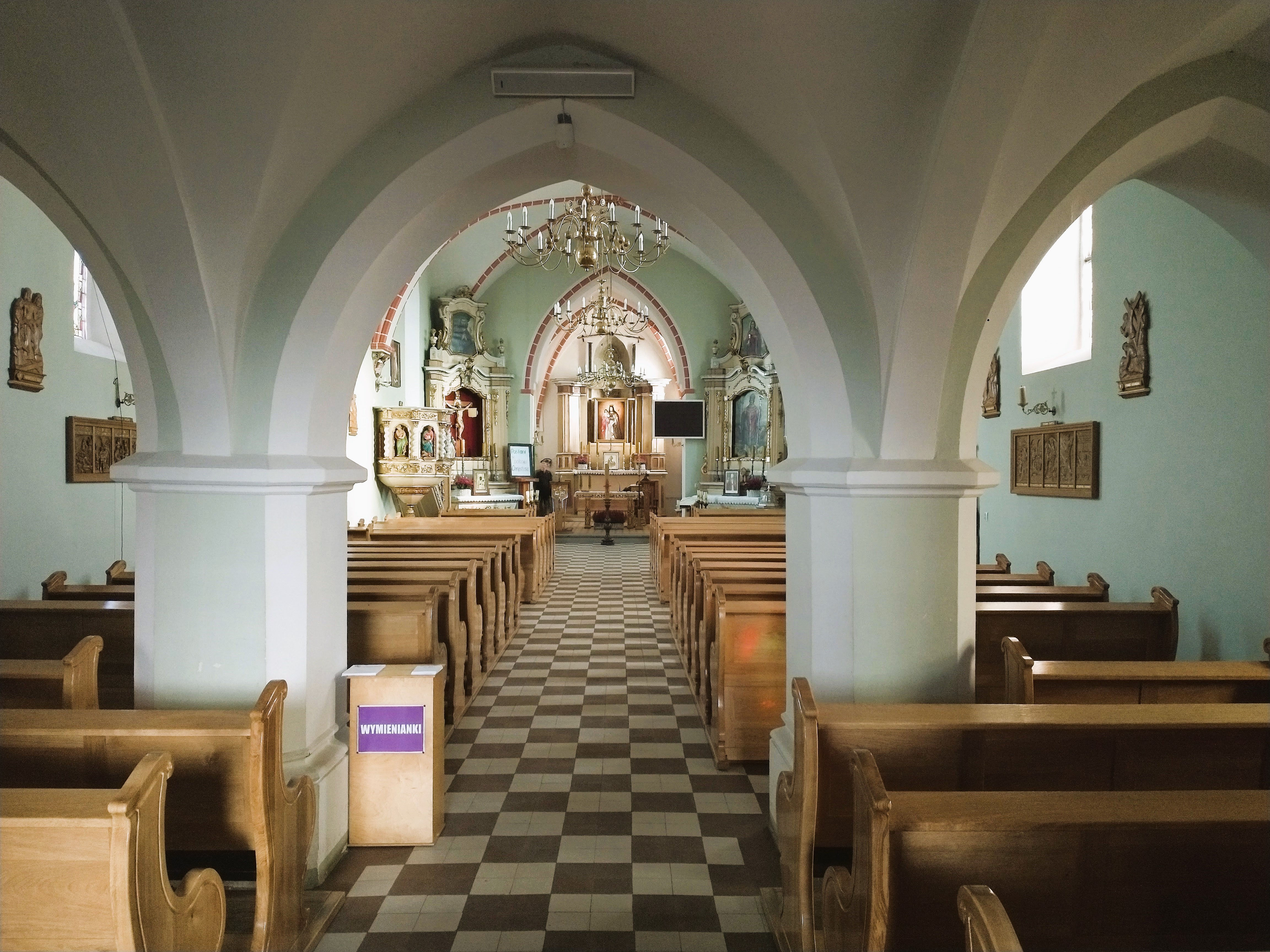
Wnętrze